# Хатиџе бинт Хувејлид
Хатиџе бинт Хувејлид (арап. خَدِيجَة بِنْت خُوَيْلِد‎) била је прва жена исламског пророка Мухамеда. Била је кћерка Хувејлида ибн Асада, вође Курејша, и припадала је племену Бену Хашим. Постоји више различитих теорија о томе да ли је била удата пре Мухамеда, а по неким верзијама удавала се три пута и имала децу из свих бракова. Успешно се бавила трговином.